# Yuecheng
Yuecheng léase Yué-Cheng (en chino simplificado, 越城区; pinyin, Yuèchéng) es un distrito urbano bajo la administración directa de la ciudad-prefectura de Shaoxing. Se ubica en la provincia de Zhejiang, este de la República Popular China. Su área es de 493 km² y su población total para 2010 superó los 900 mil habitantes.

## Administración
El distrito de Yuecheng se divide en 16 pueblos que se administran en 15 subdistritos y 1 poblado.